# Дніпровська сільська рада (Чернігівський район)
Дніпро́вська сільська́ ра́да — орган місцевого самоврядування у Чернігівському районі Чернігівської області. Адміністративний центр — село Дніпровське.

## Загальні відомості
Дніпровська сільська рада утворена в 1923 році.
- Територія ради: 55,4 км²
- Населення ради: 1103 особи (станом на 2001 рік)

## Населені пункти
Сільській раді підпорядковані населені пункти:
- с. Дніпровське
- с. Загатка
- с. Повідов
- с. Прохорів
- с. Старик
- с. Шмаївка

## Склад ради
Рада складається з 14 депутатів та голови.
- Голова ради: Новик Олександр Петрович
- Секретар ради: Деркач Валентина Григорівна

### Керівний склад попередніх скликань
| ПІБ                        | Основні відомості                                                         | Дата обрання | Дата звільнення |
| -------------------------- | ------------------------------------------------------------------------- | ------------ | --------------- |
| Носенок Наталія Миколаївна | Сільський голова, 1975 року народження                                    | 26.03.2006   | 31.10.2010      |
| Буряк Олександр Михайлович | Сільський голова, 1951 року народження, освіта вища, член Партії регіонів | 31.10.2010   | 14.12.2013      |
| Новик Олександр Петрович   | Сільський голова, 1987 року народження, освіта вища, безпартійний         | 15.12.2013   |                 |

Примітка: таблиця складена за даними джерела

### Депутати
За результатами місцевих виборів 2010 року депутатами ради стали:

#### За суб'єктами висування
| Суб'єкт висування | Кількість обраних депутатів | %  |
| ----------------- | --------------------------- | -- |
| Партія регіонів   | 7                           | 50 |
| Самовисування     | 7                           | 50 |

#### За округами
| № округу        | Прізвище, ім'я, по батькові       | Дата визнання обраним | Освіта             | Партійна приналежність | Відомості про обраного депутата                            |
| --------------- | --------------------------------- | --------------------- | ------------------ | ---------------------- | ---------------------------------------------------------- |
| Партія регіонів |                                   |                       |                    |                        |                                                            |
| 1               | Любченко Юрій Михайлович          | 01.11.2010            | середня            | позапартійний          | пенсіонер                                                  |
| 2               | Симончук Тамара Митрофанівна      | 01.11.2010            | середня спеціальна | член Партії регіонів   | Дніпровське відділення зв"язку, начальник відділення       |
| 7               | Новик Тамара Миколаївна           | 01.11.2010            | середня спеціальна | член Партії регіонів   | Дніпровське Споживче товариство, бухгалтер                 |
| 8               | Літвякова Валентина Костянтинівна | 01.11.2010            | середня спеціальна | член Партії регіонів   | Дніпровське Споживче товариство, продавець                 |
| 11              | Деркач Валентина Григорівна       | 01.11.2010            | середня спеціальна | член Партії регіонів   | Дніпровська сільська рада, секретар                        |
| 12              | Лейченко Ольга Володимирівна      | 01.11.2010            | середня            | член Партії регіонів   | тимчасово не працює                                        |
| 13              | Круглік Світлана Григорівна       | 01.11.2010            | середня            | член Партії регіонів   | тимчасово не працює                                        |
| Самовисування   |                                   |                       |                    |                        |                                                            |
| 3               | Таран Тетяна Миколаївна           | 01.11.2010            | середня спеціальна | член Єдиного Центру    | Дніпровська дільнична лікарня, акушер                      |
| 4               | Пономаренко Ольга Михайлівна      | 01.11.2010            | середня            | позапартійна           | «Ощадбанк», контролер                                      |
| 5               | Кудря Світлана Миколаївна         | 01.11.2010            | середня            | позапартійна           | тимчасово не працює                                        |
| 6               | Скоромець Григорій Іванович       | 01.11.2010            | вища               | позапартійний          | приватне підприємство «Рибалка», фізична особа-підприємець |
| 9               | Пономаренко Валентина Петрівна    | 01.11.2010            | вища               | позапартійна           | Дніпровська сільська рада, бухгалтер                       |
| 10              | Свириденко Ірина Миколаївна       | 01.11.2010            | середня спеціальна | позапартійна           | Дніпровське відділення зв"язку, листоноша                  |
| 14              | Новик Олексій Никифорович         | 01.11.2010            | середня            | позапартійний          | пенсіонер                                                  |